# Australothis tertia
Australothis tertia là một loài bướm đêm trong họ Noctuidae.